# 縱橫天下 (電視劇)
《縱橫天下》（英語：To Where He Belongs）是香港風雲娛樂事業有限公司及香港亞洲電視聯合製作的時裝電視劇，是沿用1999年亚视首播的《縱橫四海》原班人馬拍攝的姊妹作，全劇共40集。該劇首播期间正面對戰《美味情緣》但收視并未如《纵横四海》一样打破无綫的惯性收视，只取得八點平均收視，播映完畢後，又因迎戰《陀槍師姐III》而收視稍跌。劇集版權現由華特迪士尼公司持有。

## 概要
此劇劇情張力不如前作般雖然穿梭於兩個時代，但合理之處

## 剧情简介
20世纪60年代，正直青年高浩云（刘松仁饰）初出茅庐为理想而加入警队成为军装警察。惟当时警队贪污风盛，不同流合污者只会遭受排斥及打压。浩云在恶势力下被迫向现实低头，踏上贪污之途，但亦由于其性格耿直，不喜欢阿谀奉承而受当时位高权重之总华探长雷洛天（李子雄饰）赏识，不但让其妹雷家宝（麦家琪饰）嫁給浩云，更将自己的财产及生意交给浩云打理，助他转行营商。为了保持与洛天的利益关系，浩云抛弃了青梅竹马的恋人连少君（周海媚饰）及其亲生子，与雷家宝结婚，并托好友将二人安顿到外地，但好友财迷心窍而动杀机将二人推落大海，二人幸得江湖中人茅辉（李兆基饰）所救。
少君大难不死，生活在极度痛苦之中，同时由于误会浩云杀害其母子二人后仍能安寝无忧地做总华探长之妹夫，少君对浩云充满了痛和恨。后来少君更为报恩而嫁給茅辉，少君的儿子改名茅进（陶大宇饰）。茅进在黑道中成长，胆色过人，是个出色的飞车手。茅进偶然遇上浩云，但是双方不知二人之关系。此时的浩云已成为商场上赫赫有名的富商巨贾，与家宝亦于婚后生下一子高学龙（谭耀文饰），但浩云内心深处却牵挂着音讯全无的少君母子。
少君一直误会浩云当年狠心下杀令，向茅进隐瞒浩云生父之身份，更称浩云乃其大仇人。一次意外中，少君因浩云而无辜受伤，失忆成为痴呆，令茅进对浩云怨恨更深，茅进放弃青梅竹馬的摯爱游莹（陈炜饰），假意亲近對自己有意的浩云之养女高学柔（杨恭如饰），更假意投靠浩云，为他放力卖命，暗地里实行报复。
高学龙识破茅进之野心，处处与茅进针锋相对。浩云却偏袒茅进使得学龙怀恨，兄弟二人展开明争暗斗。学龙恋上父亲宿敌之女罗婉儿（洪欣饰），加上茅进的挑拨离间，令学龙与浩云父子关系更趋恶劣。在商场上浩云与多年的宿敌罗锦新（曾江饰）彼此斗的你死我活，加上雷洛天之女雷婷（田蕊妮饰）心谋远虑，决心从浩云手上夺回其父之财产。浩云多面受敌情况岌岌可危。雷婷看出茅进对浩云不忠心，两人勾结导致浩云身败名裂，最后更惹上杀人官非。浩云的命运跌入谷底，被逼装成疯癫而成为城中笑柄。雷婷利用完茅进后，更与锦新联合对付茅进，茅进变成残废，之后流落台湾。
学龙眼见父亲遭奸人所害，决心发愤图强，与父冰释前嫌，在商场上展开对雷婷的报复。浩云和学龙赴台追查进的下落，但茅进一直在逃避。偶然间浩云发现当年出卖自己和少君的仇人也在台湾，浩云和学龙抓住茅进，在真正仇人面前父子终于化解了多年的误会和仇怨，但雷婷找到他们后不肯放过高家各人。突然台湾发生大地震，四人一起被困于倒塌的瓦堆中。

## 演員表

### 主要演員
| 演員   | 角色    | 關係/暱稱                                                      |
| 劉松仁 | 高浩雲  | 雷洛天之得力手下與妹夫 雷家寶丈夫 高學龍與茅進父親 高學柔養父  |
| 陶大宇 | 茅進    | 高浩雲與連少君之長子                                           |
| 譚耀文 | 高學龍  | 高浩雲與雷家寶之幼子                                           |
| 李子雄 | 雷洛天  | 雷老虎 高浩雲上司與靠山兼大舅 顏同宿敵 雷婷父親 角色原型為呂樂 |
| 周海媚 | 連少君  | 高浩雲舊情人 茅輝妻子 茅進母親                                 |
| 麥家琪 | 雷家寶  | 雷洛天之妹 高浩雲妻子                                          |
| 楊恭如 | 高學柔  | 高浩雲與雷家寶養女 高學龍之養妹                                |
| 陳煒   | 游瑩    | 茅進女友 游思之姊                                              |
| 黃璦瑤 | 游思    | 游瑩之妹                                                       |
| 洪欣   | 羅婉兒  | 羅錦新女兒                                                     |
| 田蕊妮 | 雷婷    | 雷洛天女兒 高浩雲外甥女                                        |
| 李兆基 | 茅輝    | 連少君丈夫 茅進養父                                            |
| 曾江   | 羅錦新  | 高浩雲多年宿敵 羅婉兒父親                                      |
| 黎駿   | ALEX 程 | 高學柔男友                                                     |

### 其他演員
| 演員   | 角色               | 關係/暱稱                                                       |
| 劉錫賢 | 口水堅             | 砍人入狱。出狱后误杀罗幼儿遭到折磨致死。                        |
| 繆非臨 | 菲菲               | 被下藥輪姦遭到雜誌報導，絕望中喝消毒水自殺。                    |
| 甄志強 | Apollo             |                                                                 |
| 林偉   | Teddy              |                                                                 |
| 鍾慧寧 | Debby              |                                                                 |
| 杜挺豪 | 阿平（摩囉平）     |                                                                 |
| 曹查理 | 查理（金牌經理人） | 角色原型為陳自強                                                |
| 黃麗梅 | IRENE              |                                                                 |
| 黃樹棠 | 占哥               |                                                                 |
| 冼灝英 | 阿超               | 高浩雲之手下（現代）                                            |
| 吳志雄 | 大佬B              |                                                                 |
| 姜皓文 | 大佬雄             |                                                                 |
| 鮑起靜 | 徐范少心           |                                                                 |
| 黃允材 | 張鐵柱             | 高浩雲之好友，曾一起投考警隊，但為人正直不阿 多年後任職高級警司 |
| 葉良財 | 阿發               | 高浩雲與張鐵柱之好友，曾一起投考警隊                            |
| 周兆麟 | 阿水               |                                                                 |
| 何家駒 | 顏同               | 雷洛天之宿敵 羅錦新多年前之靠山 角色原型為顏雄                  |
| 梁愛   | 順嫂               | 高浩雲之母親                                                    |
| 梁錦燊 | 杰叔               | 連少君之父親                                                    |
| 王天林 | 阿 叔              |                                                                 |
| 陳麗雲 | 阿 嬸              |                                                                 |
| 顏仟汶 | 四姨太             |                                                                 |
| 宗揚   | 林 仔              |                                                                 |
| 陳保元 | 舒永龍             |                                                                 |
| 鄭維朗 | Dickie             |                                                                 |